# Szlovákia gólyaállománya

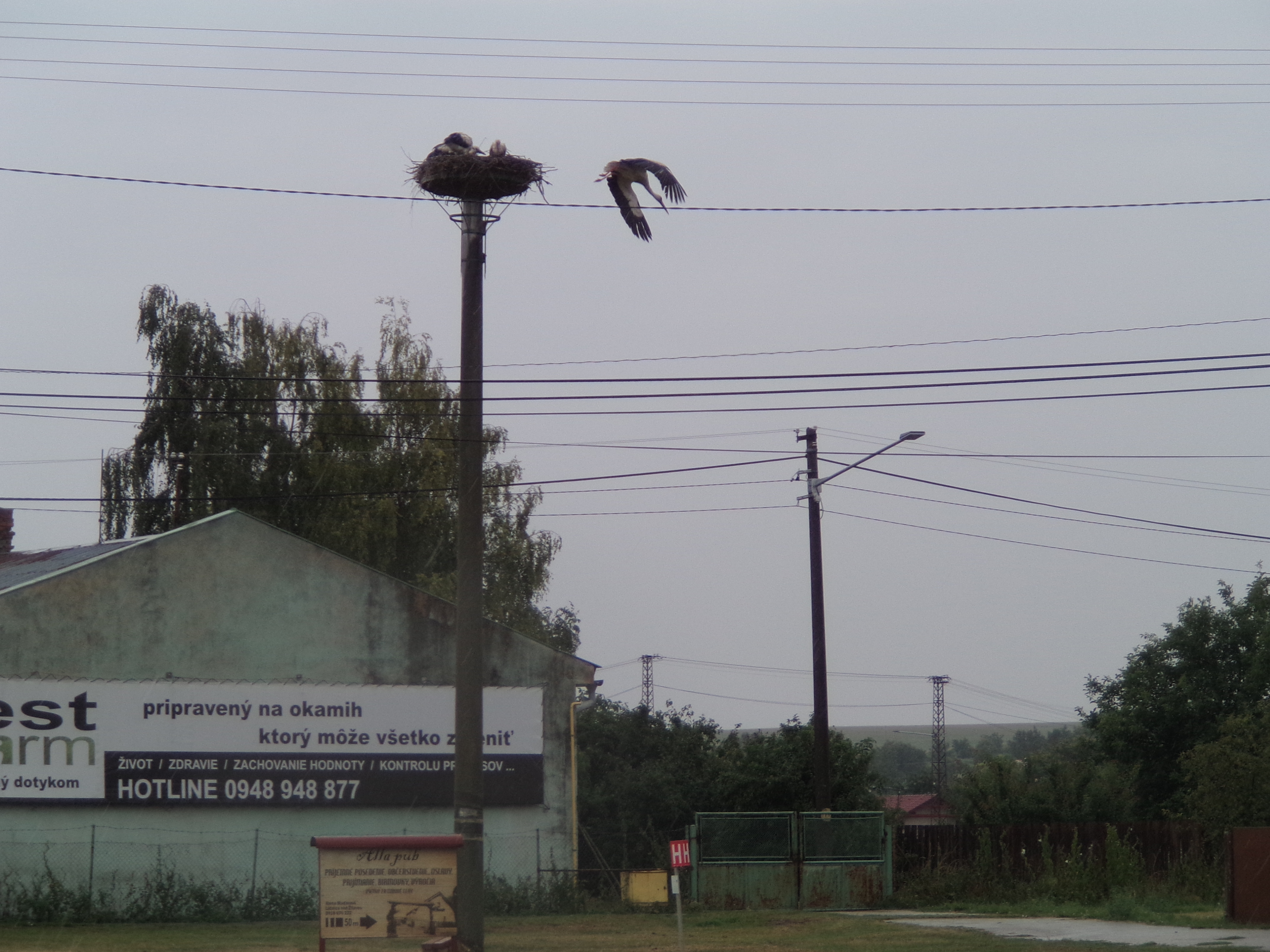
A vajkmártonfalvai gólyafészek 2016-ban

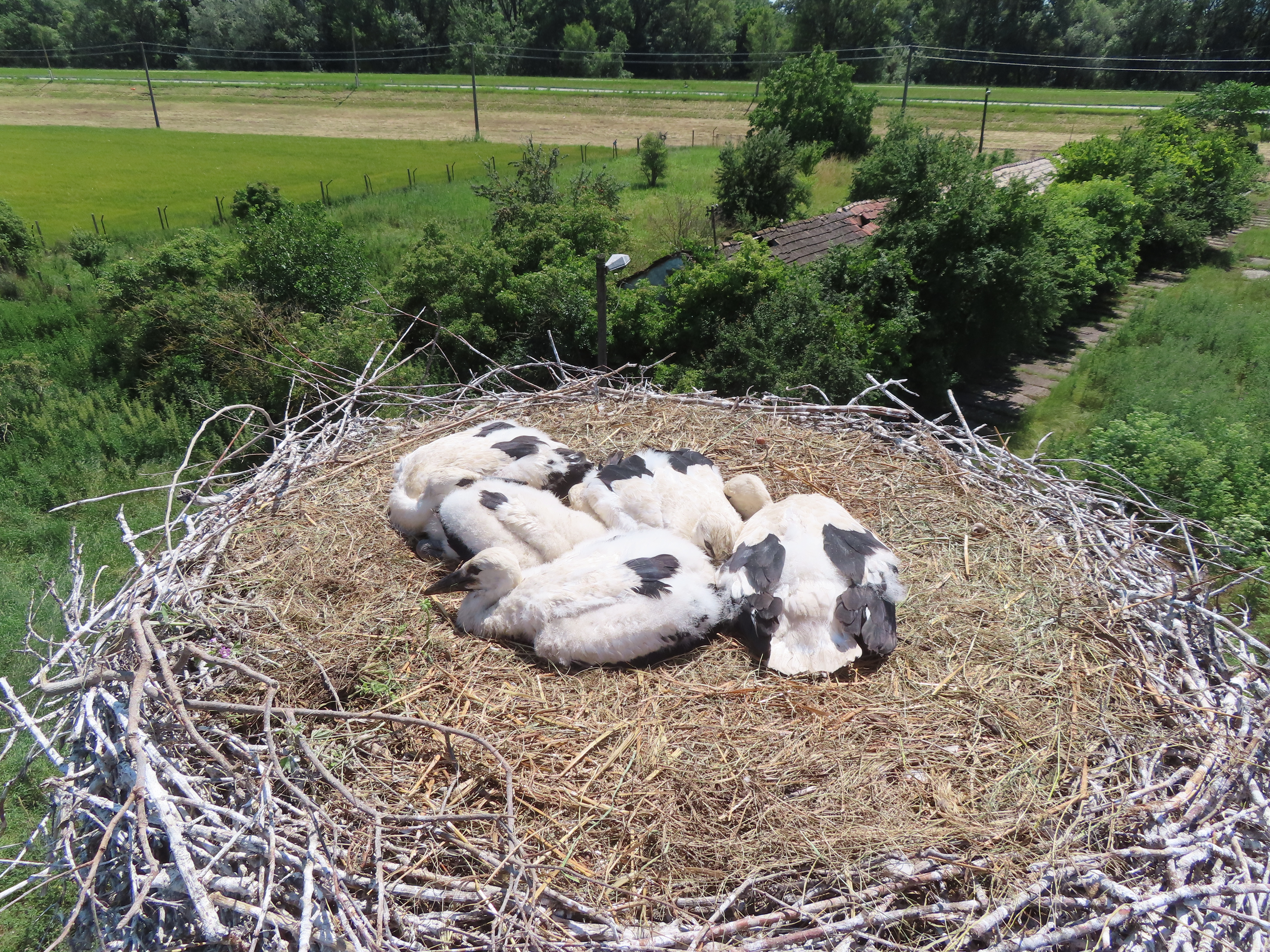
Izsai fiókák gyűrűzéskor 2024-ben

Szlovákia területén a fehér gólyát 2016-ban a 79 járásból 71-ben figyelték meg. Fészkelés szempontjából a legtöbb dokumentált fészek a Tőketerebesi járásban található (110), melyet a Nagymihályi járás (91) követ. 2016-ban összesen 1333 elfoglalt és 1189 aktív fészket számoltak össze 977 (890) településen. Ez ugyan nagyon enyhe emelkedést jelent az előző évhez képest, azonban 121 ismert, korábban használt fészekről nem érkezett adat. Ezek főként a nyugati régiókban találhatóak. 2016-ban összesen 2482 kiköltött fiókáról érkezett adat, ami az utóbbi éveket figyelembe véve átlagosnak mondható. 26 esetben sikerült leolvasni a felnőtt gólyák gyűrűjének számát. Ezek alapján 6 gólya Csehország, Horvátország, Lengyelország, illetve Németország területéről származott. A természeti csapásokon kívül a legnagyobb veszélyt az emberi tevékenység és ártó szándék jelentette a fészkelő gólyákra.

## Populáció
A legtöbb elfoglalt fészket 2016-ban Hardicsán (15), Cirókahosszúmezőn (12), Laborcradványon (11), Nagykemencén (11) és Buzitán (8) regisztrálták. Sorrendben a legtöbb gólyafészek a Bodrog-mentében (587), a Vág- (146), a Hernád- (109) és az Ipoly-völgyében (106) található. Buzitán gólyafogadást is tartottak.
A gólyafelmérést és az adatok feldolgozását a Természet- és Tájvédők Szlovák Szövetségének Gólya Alapszervezete (Základná organizácia SZOPK Bocian), illetve a Szlovák Ornitológiai Társaság (Slovenská ornitologická spoločnosť/ BirdLife Slovakia) koordinálja, elsősorban Miroslav Fulín kelet-szlovákiai kutató által. Az adatok az interneten a fészekatlaszban a www.bociany.sk címen is elérhetőek. Az adatközlők és együttműködők száma 2016-ban elérte a 281-t. Több gólyafészek élő adásban is követhető a fészkelés ideje alatt.